# 山红树属
山红树属（学名：Pellacalyx）是红树科下的一个属，为乔木植物。该属共有约8种，分布于马来群岛。